# Singulär punkt

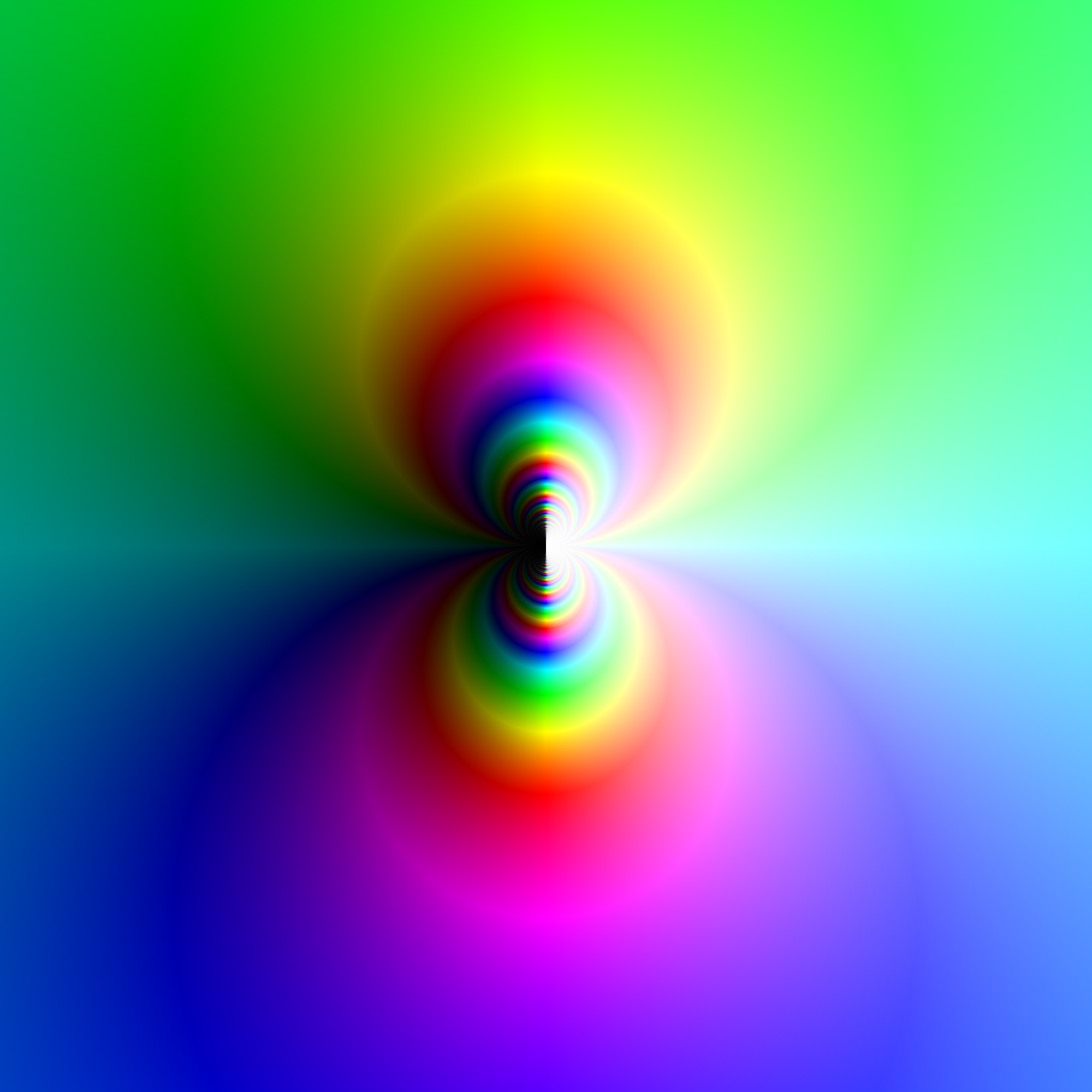
Plot (färg representerar argument, ljusstyrka absolutbelopp) av med en väsentlig singularitet i origo

Singulär punkt, eller singularitet, är ett begrepp inom komplex analys. En singulär punkt är en punkt där en för övrigt analytisk funktion {\displaystyle f} ej är definierad.
Man skiljer på tre olika sorters isolerade singulariteter (Låt {\displaystyle f} vara analytisk i en omgivning av {\displaystyle z_{0}}, undantaget {\displaystyle z_{0}}):
- Hävbar singularitet: En punkt {\displaystyle z_{0}} sägs vara en hävbar singularitet till f om {\displaystyle |f(z)|} är begränsad i en punkterad omgivning kring {\displaystyle z_{0}}. I detta fall kan {\displaystyle f} definieras i {\displaystyle z_{0}} och på så vis ge en funktion analytisk i en omgivning av {\displaystyle z_{0}} (medtaget {\displaystyle z_{0}}).
- Pol: En punkt {\displaystyle z_{0}} sägs vara en pol till {\displaystyle f} om {\displaystyle \lim _{z\to z_{0}}|f(z)|=+\infty }. I detta fall existerar en analytisk funktion {\displaystyle g} (definierad i en omgivning kring {\displaystyle z_{0}}) och ett naturligt tal {\displaystyle n} sådana att

{\displaystyle f(z)={\frac {g(z)}{(z-z_{0})^{n}}}.}
- Väsentlig singularitet: En punkt {\displaystyle z_{0}} sägs vara en väsentlig singularitet till {\displaystyle f} om {\displaystyle f(z_{0})} ej är definierad och {\displaystyle z_{0}} varken är en hävbar singularitet eller en pol.